# Masai Mara

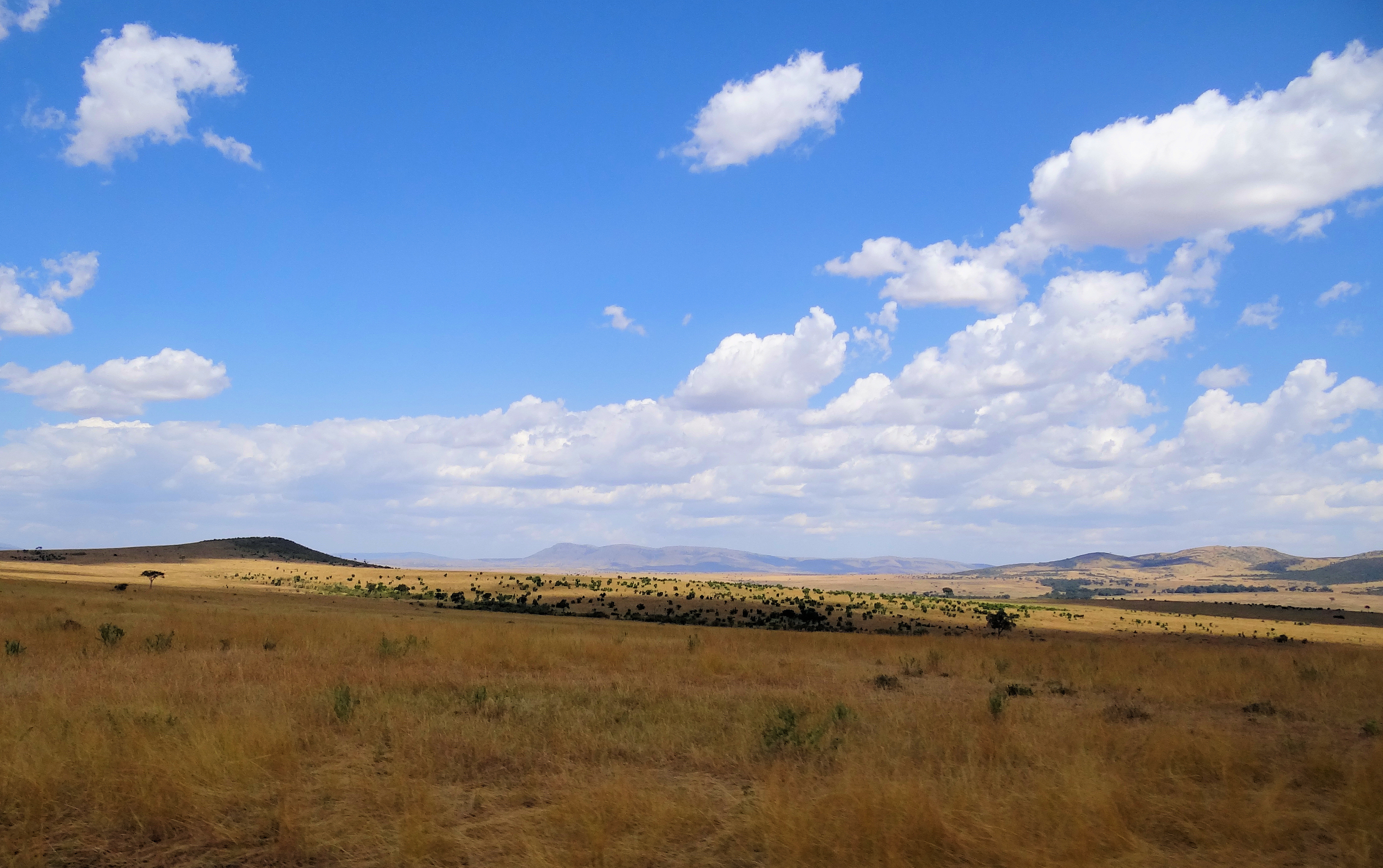
Masai Mara

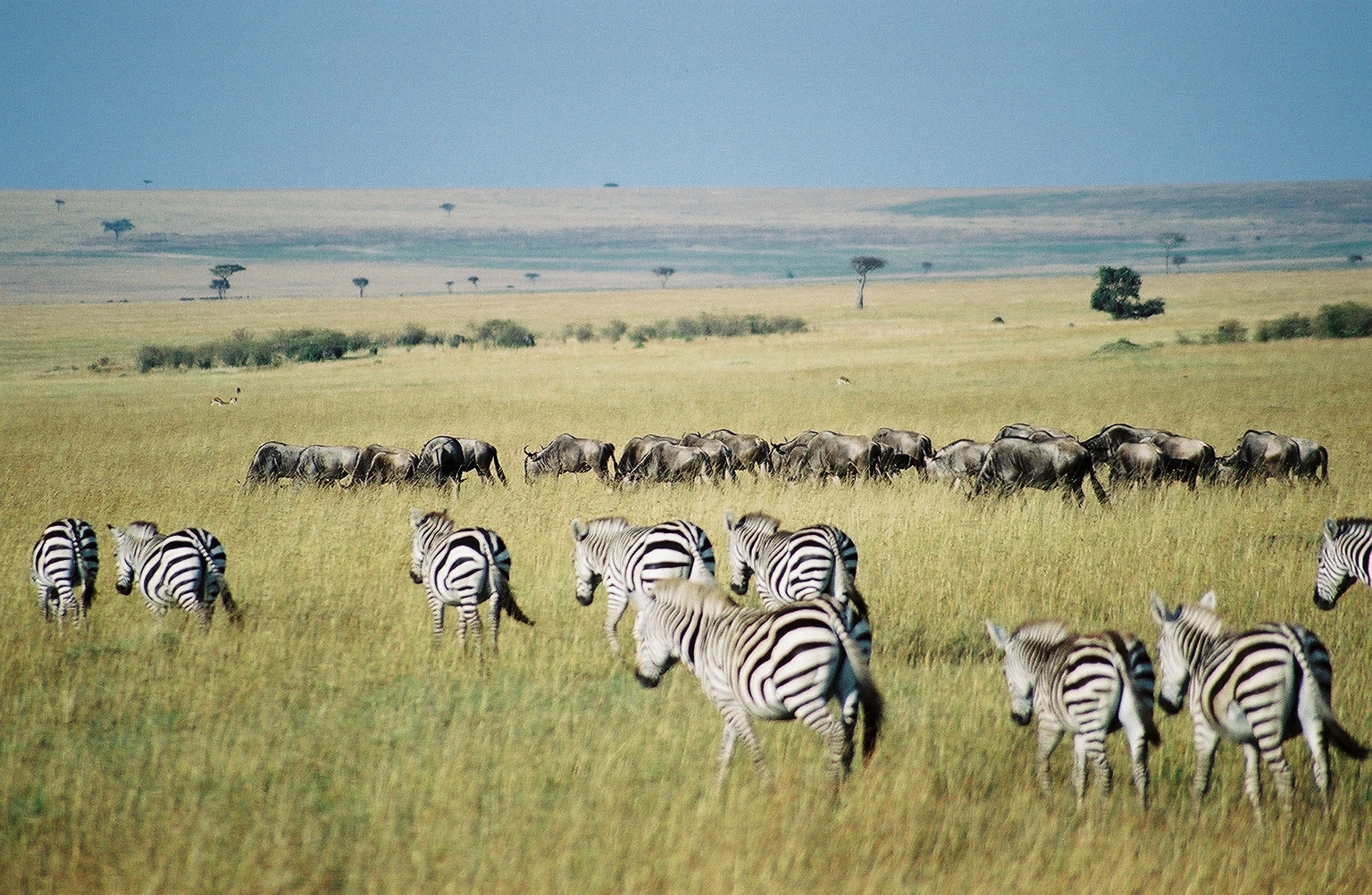
Antylopy gnu i zebry, obszar chroniony Masai Mara

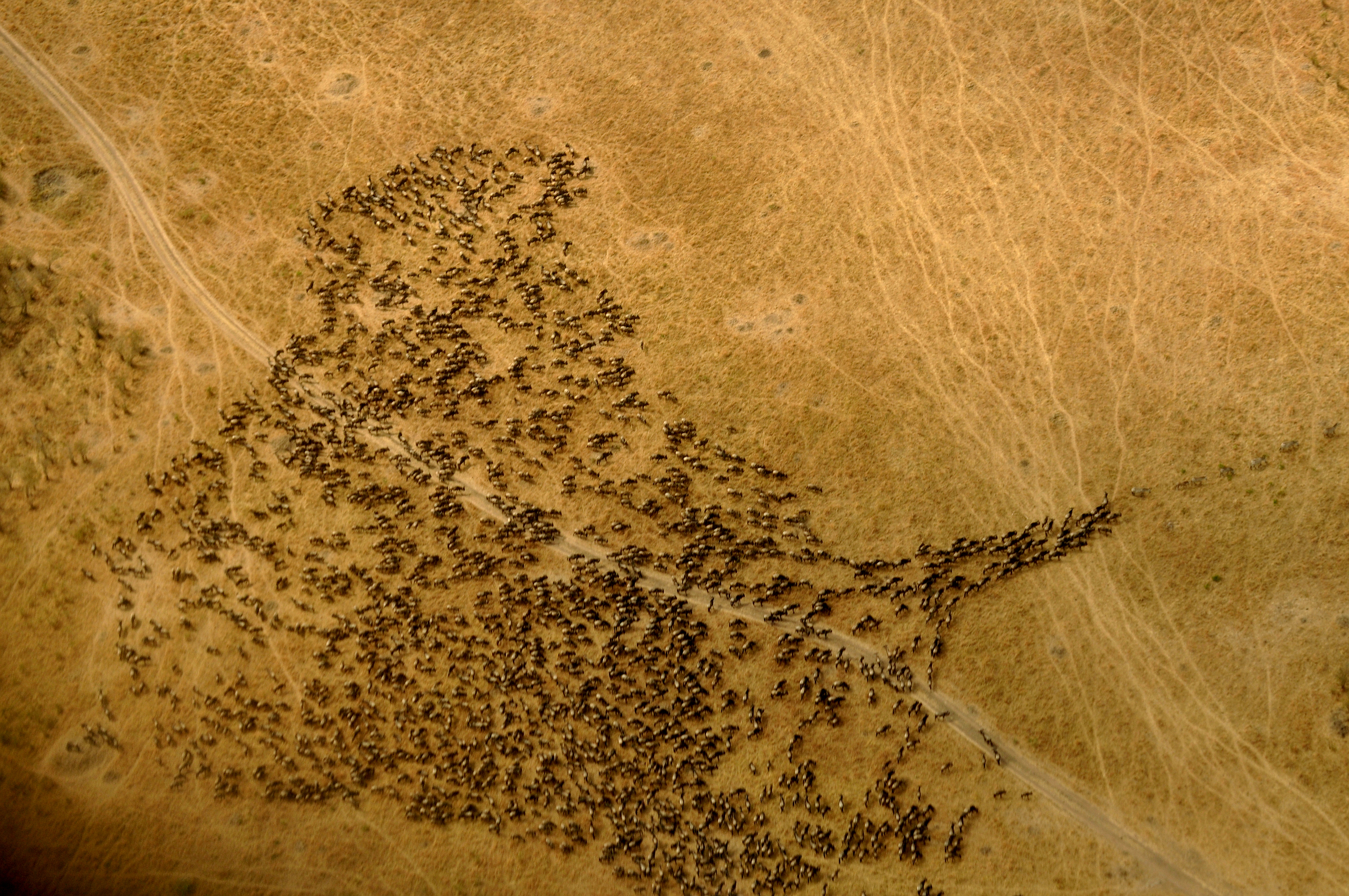
Stado gnu podążające za zebrą, obszar chroniony Masai Mara

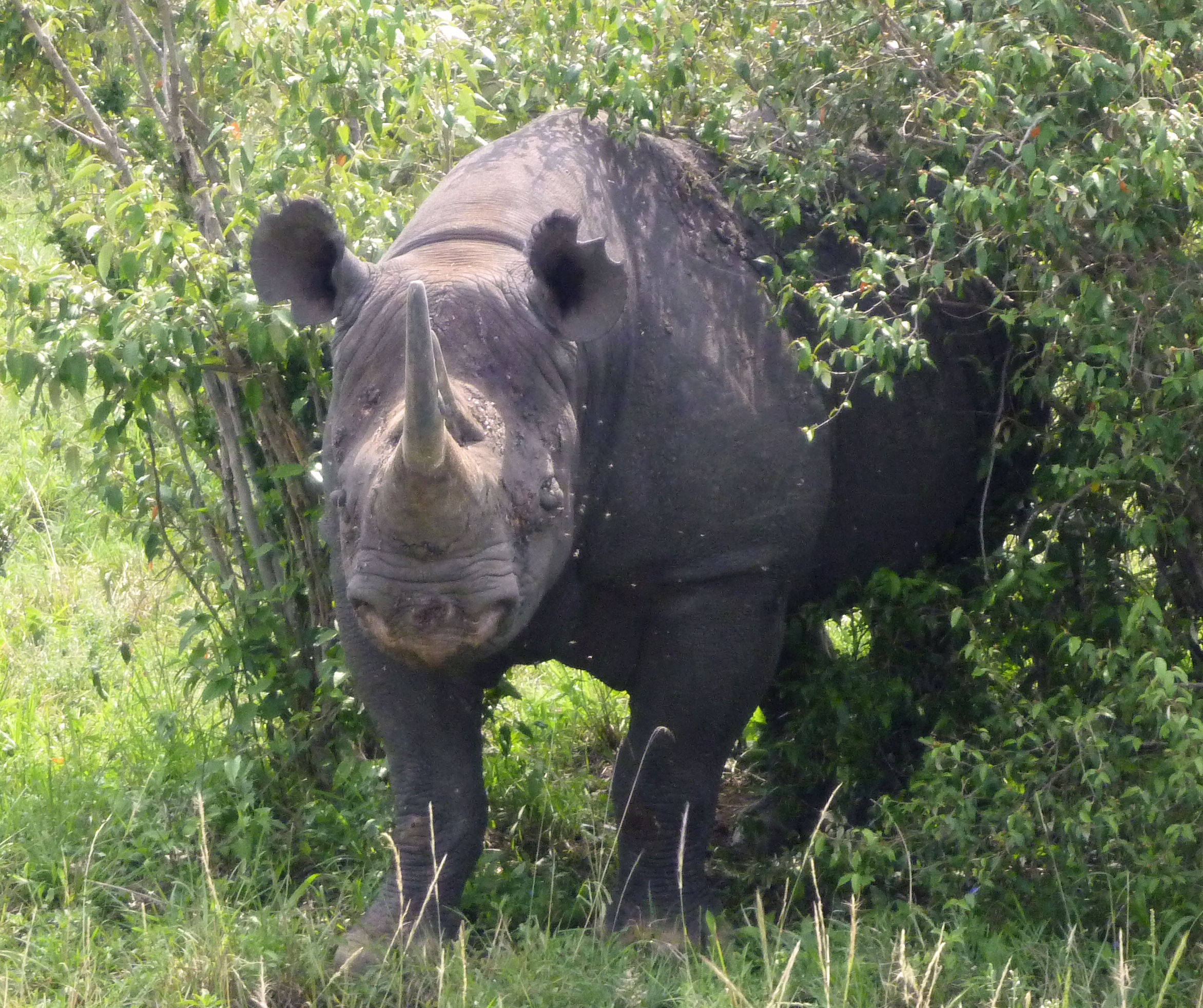
Nosorożec czarny

Masai Mara National Reserve (MMNR), także  Masai Mara Game Reserve – obszar chroniony w Kenii, północna część ekosystemu Mara–Serengeti, zajmująca obszar o powierzchni 1510 km². Leży na wysokości ponad 1500 m n.p.m.
W 2010 roku obszar chroniony Masai Mara został wpisany na Listę Informacyjną UNESCO w celu  zgłoszenia do wpisu na listę światowego dziedzictwa UNESCO.

## Nazwa
Nazwa obszaru Masai Mara pochodzi od zamieszkujących te tereny Masajów i od nazwy przepływającej rzeki Mara.

## Geografia
Obszar chroniony Masai Mara położony jest na terenie Prowincji Wielkiego Rowu, w dystryktach Narok i Trans-Mara i graniczy z Parkiem Narodowym Serengeti w Tanzanii. Obszar chroniony to jedynie 25% kenijskiej części ekosystemu Mara–Serengeti, pozostałe 75%, zamieszkałe przez społeczności Masajów, nie jest objęte oficjalną ochroną.
Obszar chroniony rozciąga się w północno-środkowej części Wielkich Rowów Afrykańskich – jest to szeroka dolina zamknięta od północy skarpą, wznoszącą się na ponad 2000 m n.p.m. Środowisko Masai Mara jest zróżnicowane – od sawanny, poprzez lasy akacjowe, bagna, lasy nadrzeczne do scrubu z przewagą akacji oraz roślin z rodzaju Croton i Tarchonanthus.
Obszar przecinają rzeki Mara i Talak River. Mara to jedyna nieokresowa rzeka przepływająca przez Masai Mara i Serengeti, zapewniająca źródło wody pitnej podczas pory suchej. We wschodniej części obszaru klimat jest bardziej suchy – średnie opady roczne wynoszą tu ok. 800 mm, a w zachodniej bardziej wilgotny ze średnimi opadami w roku ok. 1200 mm. Przez cały rok średnie dzienne temperatury wynoszą 30–35 °C, nocami temperatury rzadko spada poniżej 8 °C.
Na ziemi tej mieszkają Masajowie, których zwykle można spotkać podczas wypasu bydła.

## Historia
Początki obszaru chronionego Masai Mara sięgają 1948 roku, kiedy utworzono tam obszar chroniony dzikiej przyrody (ang. Wildlife Sanctuary); jego powierzchnia była znacznie mniejsza niż obecnego obszaru, lecz obejmowała również tzw. Mara Triangle między Siria Escarpment, granicą z Tanzanią i rzeką Mara.
W 1961 roku teren rezerwatu poszerzono do 1831 km², a jego administracją zajęła się rada dystryktu Narok.
W 1974 roku teren o powierzchni 1672 km² otrzymał status narodowego obszaru chronionego, a pozostała ziemia została zwrócona lokalnym społecznościom. W 1976 roku po rozmowach między rządem kenijskim a władzami dystryktu, powierzchnię obszaru pomniejszono o tereny na północnym wschodzie, południowym wschodzie i północy do obecnych 1510 km². Od 1995 roku zarządzanie obszarem sprawują wspólnie władze dystryktu Narok i Trans-Mara.
W 2001 roku Mara Triangle przeszedł pod zarządzanie organizacji non-profit Mara Conservancy.
W 2010 roku obszar chroniony Masai Mara został wpisany na listę informacyjną UNESCO w celu  zgłoszenia do wpisu na listę światowego dziedzictwa UNESCO.

## Przyroda
Na terenie obszaru występuje wiele gatunków dużych roślinożerców – ich gęstość występowania szacowana jest na 240 osobników na km², a biomasa na 30 ton na km². Liczba większych i mniejszych roślinożerców w ekosystemie Mara szacowana jest na 2,5 miliona. Żyje tu największa na świecie liczba zwierząt występujących na sawannie: 650 tys. gazeli, 62 tys. bawołów, ponad 64 tys. impali, ponad 61 tys. sasebi nadbrzeżnych, 7,5 tys. bawolców krowich, ponad 7 tys. żyraf, 3 tys. elandów i 4 tys. słoni, a także krytycznie zagrożony wyginięciem nosorożec czarny.
Występuje tu duża liczba drapieżników: lwów, gepardów, hien i likaonów. Są też niezliczone hipopotamy, guźce, dzikany i dzikacze, a także krokodyle, antylopy.
Stwierdzono tu ponad 500 gatunków ptaków, m.in. 12 gatunków z rodzaju Cisticola i 53 gatunki szponiastych. Zimuje tu wiele ptaków migrujących, m.in. bocian biały i sieweczka długonoga. Występują tu zagrożone wyginięciem baletnik i czołoczub duży.

### Przeprawy zwierząt
W lipcu i sierpniu, ma tu miejsce niezwykły spektakl natury – wielka migracja stad antylop gnu (Connochaetes taurinus) i zebr (Equus burchelli), które co roku przemierzają drogę z równin Serengeti do Masai Mara w poszukiwaniu pożywienia, przeprawiając się przez rzekę Mara. Podczas przepraw ginie rocznie ok. 3 tysiące zwierząt, w większości stratowanych przez napierające na siebie zwierzęta.

### Mapy
- Masai Mara Map. [w:] Official site [on-line]. [dostęp 2016-12-18]. (ang.).
- Masai Mara National ReserveMap. [w:] Safarimappers.com [on-line]. [dostęp 2016-12-18]. (ang.).
- Masai Mara Map. [w:] Wikimapia.org [on-line]. [dostęp 2016-12-18]. (ang.).
- Masai Mara Map showing Lodges & Camps